# Mallerenga muntanyenca
La mallerenga muntanyenca o mallerenga de muntanya (Poecile gambeli) és una espècie d'ocell passeriforme que pertany a la família dels Pàrids.

## Taxonomia
El nom específic fa honor al naturalista William Gambel. Antigament era inclòs al gènere Parus amb la majoria de les altres mallerengues, però les dades i la morfologia de la seqüència del citocrom b de l'ADNmt suggereixen que la separació a Poecile expressa de manera més adequada les relacions d'aquests ocells. Els estudis filogenètics moleculars han demostrat que la mallerenga muntanyenca és tàxon germà de la mallerenga capnegre americana (Poecile atricapillus).
Es reconeixen quatre subespècies:
- P. g. atratus (Grinnell & Swarth, 1926)
- P. g. baileyae (Grinnell, 1908)
- P. g. gambeli (Ridgway, 1886)
- P. g. inyoensis (Grinnell, 1918)

## Descripció
Els adults d'ambdós sexes tenen un capell que s'uneix a una franja postocular negra darrere d'unes celles blanques distintives. L'esquena i els flancs són grisos i tenen les parts inferiors de color gris més pàl·lid; tenen un bec negre curt i un pitet negre. L'envergadura típica dels adults és de 19 cm i la longitud total és de13-15 cm. La mallerenga muntanyenca es pot distingir d'altres mallerengues nord-americanes perquè tenen una línia blanca pel costat del capell negre, mentre que totes les altres mallerengues d'Amèrica del Nord tenen un capell negre sòlit.. Una altra diferència és la ubicació, abast i hàbitat.

## Distribució i hàbitat
Són habitants comuns de les regions muntanyoses de l'oest dels Estats Units, la seva distribució s'estén des del sud del Yukon fins a Califòrnia i els Estats de les Muntanyes Rocalloses als Estats Units. A l'estiu, unes quantes mallerengues muntanyenca poden emigrar localment més amunt de les muntanyes i a l'hivern avall cap als contraforts de les muntanyes; però aquest fenomen no està ben documentat.

## Nidificació
La mallerenga muntanyenca construeix el niu en cavitats. És comú trobar nius a la fusta, però com que no poden foradar la fusta que no sigui massa tova, també construeixen els nius en forats que es troben de forma natural o prèviament fetes per una altra espècie. Dins del niu, la femella construeix com un segell per a l'entrada dels recursos que recull, com ara la pell. Això funciona quan surt del niu com a protecció per als ous acabats de posar. També pot utilitzar aquests recursos per construir aïllament per al niu si el forat és gran. La profunditat mitjana d'un niu de mallerenga muntanyenca és d'entre 13 i 27 centímetres. També poden utilitzar el mateix niu durant diversos anys. Les poblacions d'aquestes mallerengues sovint es limiten a determinades zones que tenen bons llocs de nidificació i moltes cavitats per habitar-hi.

## Cria
Es reprodueixen de manera monògama, produint d'1 a 2 cries per any. A cada cria, la mida mitjana de la posta és de 5 a 9 ous. Els ous són blancs, però estan tacats amb un color terracota. De tant en tant, la mallerenga muntanyenca pon un ou sense cap color terracota. La incubació de la femella és de 14 dies. Les cries són altricials i romanen al niu durant 21 dies mentre són alimentades pels dos pares.

## Dieta
Durant l'estiu i l'època de reproducció, la dieta principal són els insectes, les llavors de coníferes i altres llavors de plantes. S'agafen a la part inferior de les branques i als troncs dels arbres, buscant menjar a l'escorça o trencant les llavors picant-les amb el bec. També mengen una gran varietat d'insectes. Aquests insectes inclouen erugues, escarabats, ous d'insectes, pupes i aranyes. Passen la major part de les hores de llum buscant menjar. La dieta es classifica millor com a omnívora perquè només un 30 per cent dels aliments són plantes i la resta insectes. A causa d'aquesta dieta rica en insectes, les mallerengues muntanyenca ajuden a gestionar i controlar les poblacions d'insectes.

## Vocalització
La crida és un "chick-adee-dee-dee" gutural, mentre que el cant és un xiulet descendent de 3 o 4 notes "fee-bee-bay" o "fee-bee-fee-bee". El cant sona com si estigués xiulant la paraula "Cheeseburger". Després de l'època de reproducció, viatgen en parelles o en petits grups i poden unir-se a estols d'alimentació multiespècies. Quan la mallerenga muntanyenca tria un mascle per aparellar-se, tendeixen a fer-ho amb el mascle més dominant. Els mascles amb una crida forta i un cos gros tendeixen a ser escollits per les femelles sobre els mascles més tranquils i petits. Això fa que els crits i els cants siguin un factor molt important en la seva reproducció.

## Comportament
El comportament és bastant similar al d'altres espècies de mallerengues. Són ocells ràpids i àgils que salten entre branques mentre busquen insectes i llavors. Quan s'acaba l'estiu, s'agrupen amb un parell d'ocells adults i alguns ocells joves de cada grup. Els ocells joves solen passar l'estiu sols, però a mesura que arriba l'hivern es troben amb els ocells més grans. Estudis recents han indicat que en estols mixtos, les mallerengues capnegra americana es tornen dominants sobre la muntanyenca. També són ocells molt actius. Es poden trobar agafats de branques petites i sovint pengen cap per avall.

## Galeria

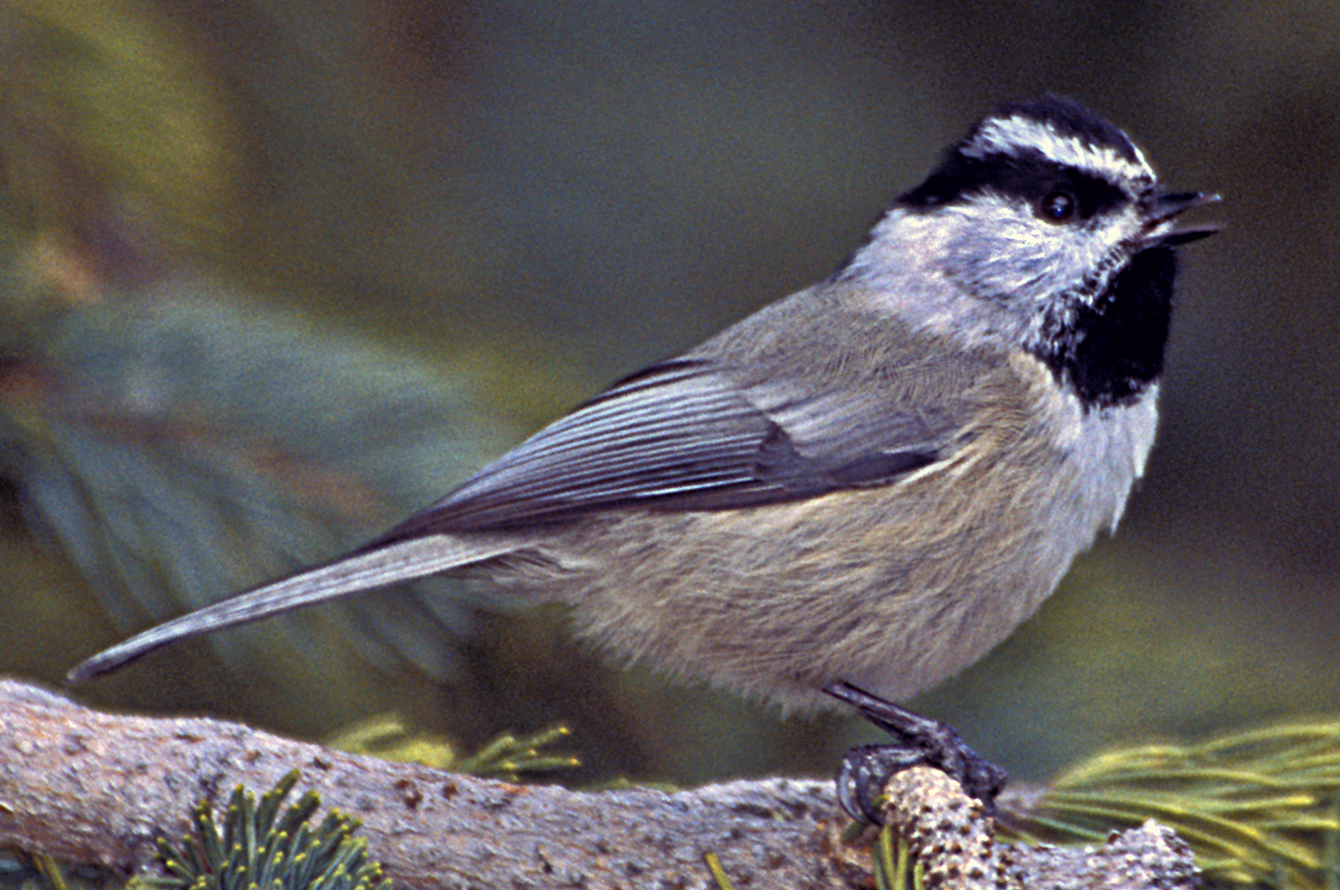
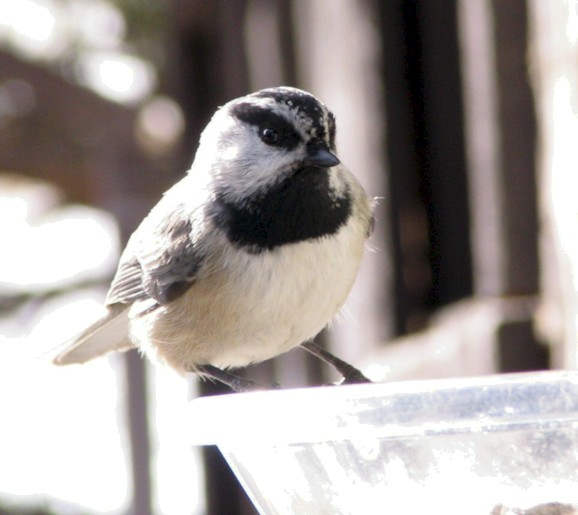
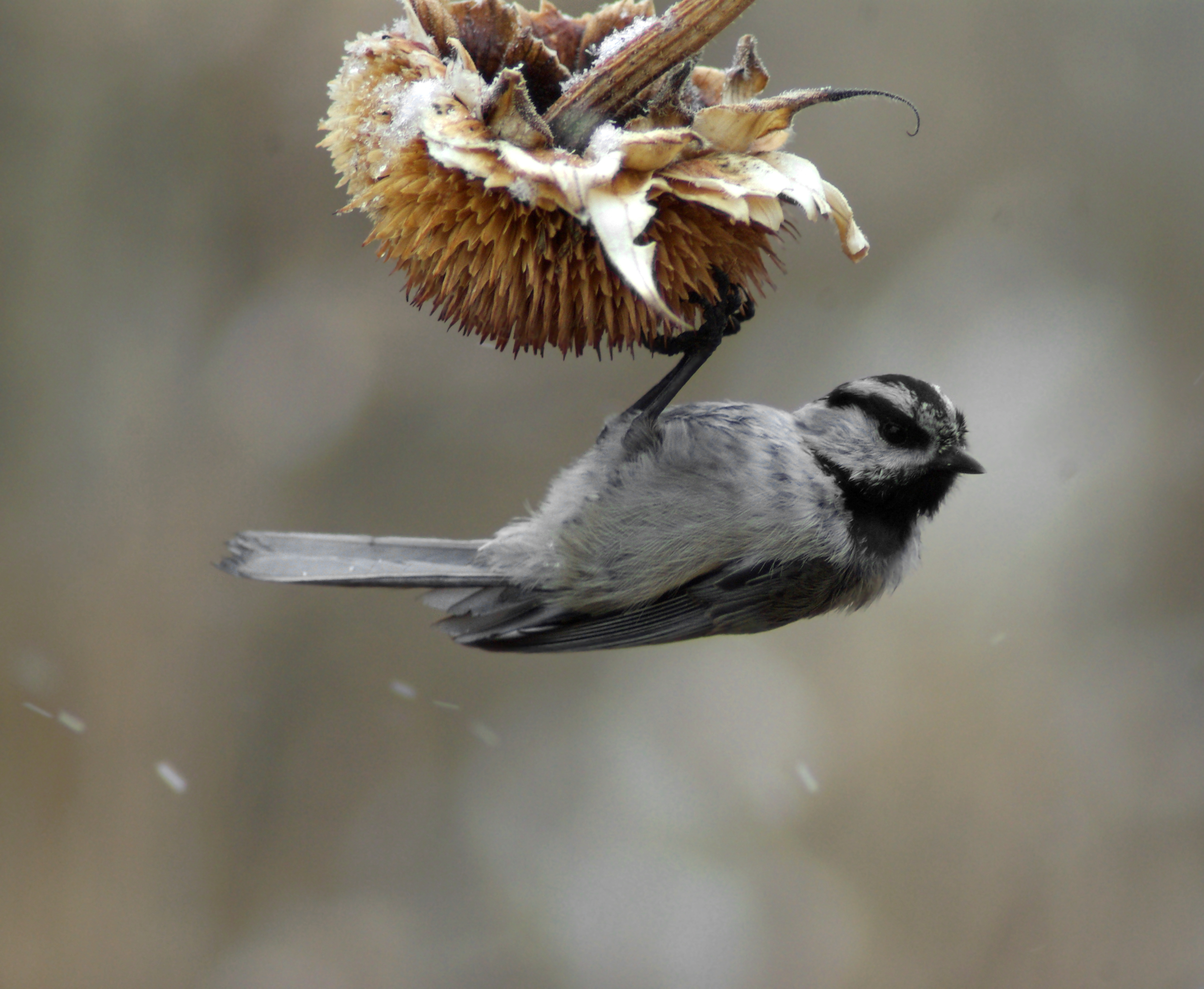
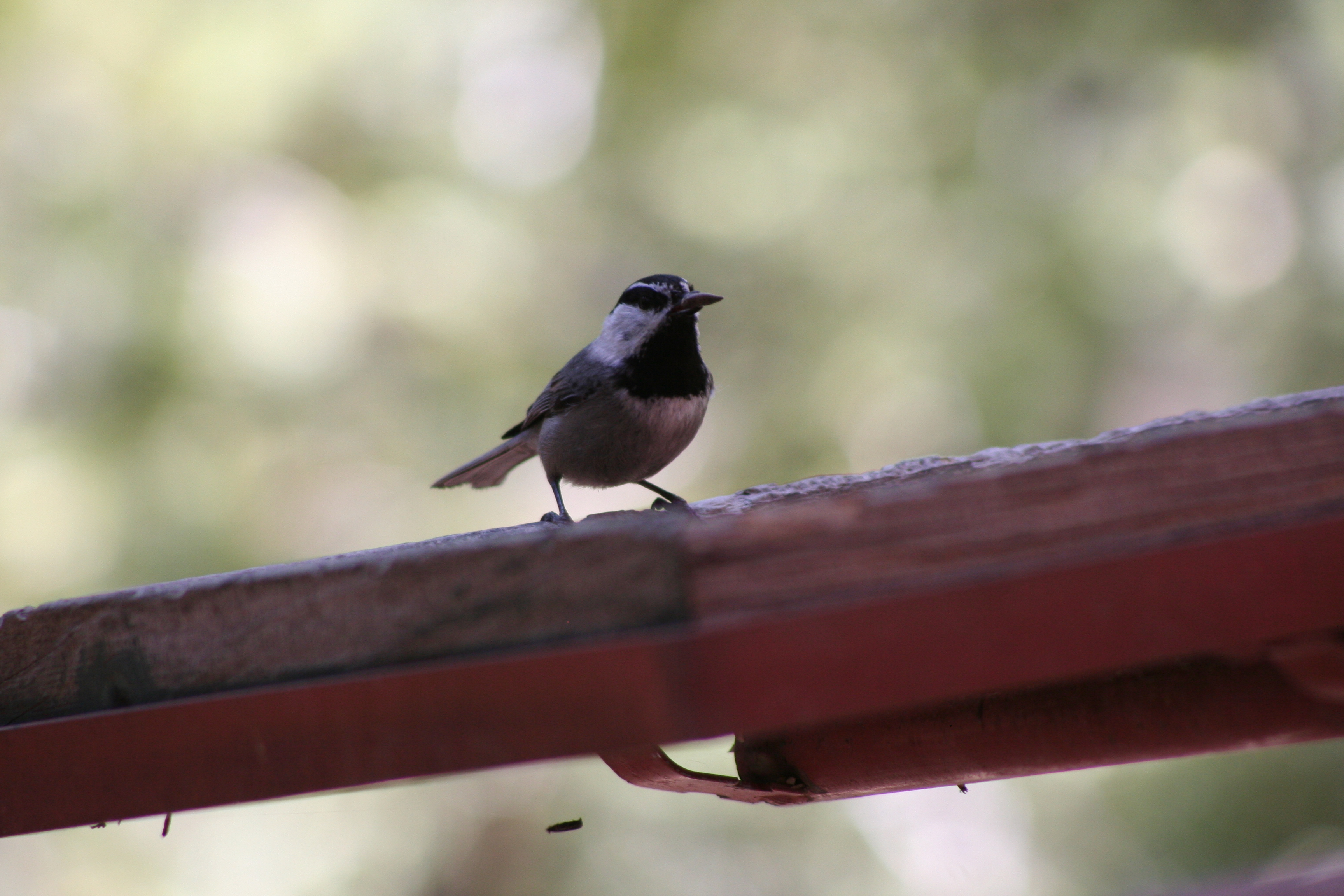